# Moraliskt ansvar
Att vara moraliskt ansvarig för någonting innebär att man med rätta kan sägas vara moraliskt klandervärd eller berömvärd för detta. Tillägget "moraliskt" särskiljer moraliskt ansvar från den bredare termen "ansvar"; den senare täcker exempelvis även in sådant som kausala faktorer. Detta framgår av yttranden som "Mesopotamiens bördiga jordbruksmark var ansvarig för regionens tidiga tillväxt". Moraliskt ansvar tillskrivs vanligtvis endast människor. Ett träd eller en fisk kan således inte sägas vara moraliskt ansvarig.
Diskussionen om moraliskt ansvar sträcker sig långt tillbaka i historien. Man kan urskönja fyra huvudsakliga frågor: (1) vad är moraliskt ansvar?; (2) vad krävs för att någon ska kunna vara moraliskt ansvarig, det vill säga vara en moralisk agent?; (3) under vilka omständigheter är en moralisk agent moraliskt ansvarig för ett specifikt faktum?; och (4) vad kan man vara moraliskt ansvarig för?